# ViacomCBS Domestic Media Networks
Paramount Media Networks (f.d. MTV Networks), mest känt endast som Viacom, ligger bakom kanaler som MTV, VH1, MTV2, MTVN HD, Nickelodeon, Comedy Central och VH1 Classic. Paramount Media Networks ägs av Paramount Global som är USA:s största mediekoncern. Flaggskeppet MTV (Music Television) är en TV-kanal som började sända i USA den 1 augusti 1981 och till en början visade enbart musikvideor. Under de senaste åren har profilen dock ändrats till att bli mer av en renodlad underhållningskanal för unga. MTV finns över hela jordklotet, men sänds i lokala versioner och MTV Europe lanserades 1 augusti 1987. I Sverige ser vi dag en för landet lokalt anpassad version av MTV, som sedan våren 2009 distribueras från företagets playout i Amsterdam, Holland.

## Kanaler inom MTV Networks

### Sverige
- MTV
- VH1
- MTV ROCKS
- MTVN HD
- Nickelodeon
- Nick Jr.
- VH1 Classic
- Comedy Central

### Storbritannien
- MTV
- MTV ROCKS
- MTV Base
- MTV Dance
- MTV Hits
- MTVN HD
- VH1
- Nickelodeon
- VH1 Classic
- TMF
- Nicktoons
- Nick Jr.
- Nick 2
- Noggin

### USA
- MTV (1981)
  - MTV2 (1996)
  - MTV Jams (1998)
  - MTV Hits (2002)
  - mtvU
  - Palladia (2006)
  - MTV Tr3́s (2006)
- Nickelodeon (1979)
  - Nick 2
  - Nick@Nite, kvällsblock på Nickelodeon (1985)
  - Nick Jr. (1999, tidigare Noggin)
  - Teennick (2002, tidigare The N)
  - Nicktoons (2002)
- VH1 (1985)
  - VH1 Classic (2000)
  - VH1 Soul (2000)
- Comedy Central (1990)
- TV Land (1996)
- Spike (1999, tidigare TNN)
- Country Music Television (1999)
  - CMT Pure Country (1999)
- Logo (2005)
- Epix (2009)

## Timeline för MTV i Europa
Nedan en lista över när de olika europeiska versionerna av MTV startade:
- MTV Germany (Mars 1997)
- MTV UK and Ireland (Juli 1997)
- MTV Italia (September 1997)
- MTV Nordic (June 1998 - ersatt med MTV Sverige, MTV Denmark, MTV Norway och MTV Finland)
- MTV Russia (September 1998)
- MTV France (Juni 2000)
- MTV Polska (Juni 2000)
- MTV NL (September 2000)
- MTV España (September 2000)
- MTV România (Juni 2002)
- MTV Portugal (Juli 2003)
- MTV Ireland (Februari 2004)
- MTV Denmark (Maj 2005)
- MTV Adria (September 2005)
- MTV Finland, MTV Sverige, MTV Norge (September 2005)
- MTV Eesti, MTV Latvija, MTV Lietuva (September 2006)
- MTV Austria (Mars 2006)
- MTV Turkey (Oktober 2006)
- MTV Ukraine (September 2007)
- MTV Hungary (Oktober 2007)
- MTV Israel (enbart on-demand service; Oktober 2007)
- MTV Arabia (November 2007)
- MTV Greece (September 2008)
- MTVNHD (September 2008)
- MTV Lithuania & Latvia (January 2009) (stängde ner sändningarna i november 2009 och ersattes med MTV European)
- MTV Switzerland (April 2009)
- MTV Serbia, MTV Croatia och MTV Slovenia (Juli 2009)
- MTV Czech Republic (November 2009)

## Digitala nischkanaler i USA

### "The Suite" på digital kabel-tv
MTV Networks utbud av digitala nischkanaler går i USA under namnet "The Suite". Här ingår kanalerna MTV Hits, MTV Tres, VH1 Classic, Comedy Central, VH1, VH1 Soul, CMT, VH UNO, Noggin, Nick Games & Sports, Nick Too och NickToons. Alla dessa kanaler är vidareutvecklingar av redan etablerade varumärken, så kallade spin off-kanaler. Kanalerna distribueras via kabel och satellitoperatörer som redan sänder originalkanalerna via sina basutbud.

### Nedlagd satsning på minoritetskanaler
I USA startade MTV under 2005 nischade musikkanaler som vände sig till minoriteterna inom landet. Kanalerna nådde inte uppsatta målen och lades ner under 2006. Utbudet plockas till stor del från MTV:s kanaler i Asien men paketeras sedan speciell för tittarna i USA. Kanalerna lyckades aldrig nå lönsamhet och är idag nerlagda. En av de tre kanalerna var MTV Desi, som spelar indisk musik och vänder sig till amerikaner med en bakgrund i Indien och Pakistan. MTV Chi har sin målgrupp bland amerikaner med kinesiska rötter. Den tredje kanalen MTV K, visar program speciellt anpassade för de med koreansk bakgrund.
Under 2005 startade MTV Networks även minoritetskanalen LOGO som riktar sig till homosexuella, bisexuella och transpersoner. Kanalen finns ännu så länga bara i Nordamerika men en internationell expanssion kan bli aktuell om satsningen faller väl ut på hemmaplan.